# Guy Licoppe
Pour les articles homonymes, voir Licoppe.
 (juillet 2009).
Si vous disposez d'ouvrages ou d'articles de référence ou si vous connaissez des sites web de qualité traitant du thème abordé ici, merci de compléter l'article en donnant les références utiles à sa vérifiabilité et en les liant à la section « Notes et références ».
Guy Licoppe, né le  27 juin 1931, est un radiologue et écrivain latiniste belge de Bruxelles.
Il a consacré son œuvre littéraire à la promotion du latin comme le patrimoine commun de l'Europe et le seul facteur culturel qui puisse unifier celle-ci.

## Biographie
En 1973, il s'intéresse au latin vivant après être tombé sur un exemplaire de la Méthode Assimil publiée par Clément Desessard, Lingua Latina sine molestia (« Le Latin sans peine »). Il s'inscrit aux périodiques latins Vita Latina et Latinitas, puis il commence à assister aux séminaires de latin vivant que le Dr Caelestis Eichenseer avait célébré chaque année depuis 1973 par sa Societas Latina.
En 1983, il organise lui-même en Belgique un des séminaires de la Societas Latina, dont il est depuis devenu membre. Il produit aussi un film sur la comédie de Plaute Rudens.
En 1984, il lance avec l'aide de Françoise Deraedt la publication d'un nouveau périodique latin : Melissa. La même année, il ouvre la Domus Latina, point de rencontre des latinophones d'Europe et d'Amérique.
En 1986, il crée la Fundatio Melissa en faveur de la latinité vivante. En 1987, il invite le professeur finlandais Tuomo Pekkanen à prendre la parole dans les locaux de la Communauté européenne, et lie ainsi de solides relations avec les latinophones de Finlande.
Il défend énergiquement l'utilisation du latin contemporain, en particulier dans le contexte de l'Union européenne. Il affirme : Cultura Græco-Romana et lingua Latina sunt unicum patrimonium commune gentium Europæarum (« La culture gréco-romaine et la langue latine sont le seul patrimoine commun des peuples d'Europe »).

## Œuvres

### Livres
- Calepinus novus, ed. Melissa & Musée de la Maison d'Erasme, 2002
- Le Latin et le politique. Les avatars du latin à travers les âges, ed Melissa, 2003
- Portus Itius, ed. Melissa, 2009
- De Romano Imperio Orientali (235-1204), ed. Melissa, 2013

### Film
- Plauti Rudens, 1983